# All Out (2019)
All Out 2019 — первое ежегодное реслинг-шоу, All Out. Одно из четырёх ведущих Pay-per-view производства All Elite Wrestling. Проходило 31 августа 2019 года на арене Sears Centre Arena, в пригороде Чикаго, штат Иллинойс, Соединённые Штаты Америки в Хоффман-Эстейтс. Шоу стало первым мероприятием в хронологии All Out и продолжением независимого не от какого промоушна шоу All In прошедшего 1 сентября 2018 года.
На мероприятии было проведено десять матчей, два на предварительном шоу и восемь в основное время PPV. В главном событии Крис Джерико победил Адама Пейджа в титульном матче один на один, став первым чемпионом мира AEW. В другом титульном поединке Луча Братья (Рей Феникс и Пентагон) победили Янг Бакс (Мэтта Джексона и Ника Джексона) защитив титулы командных чемпионов мира AAA в матче с лестницами. Также Коди в сопровождении MJF победил Шона Спирса которого сопровождал Талли Бланшар, а Пак победил Кенни Омегу, данный матч был остановлен рефери и победа отдана Паку.
Во время мероприятия был показан пояс чемпиона мира AEW среди женщин. Обе главные претендентки на титул Рихо и Найла Роуз определились на этом же PPV. Девушки впоследствии встретились друг против друга в премьерном выпуске еженедельника AEW Dynamite 2 октября 2019 года.

## Результаты матчей

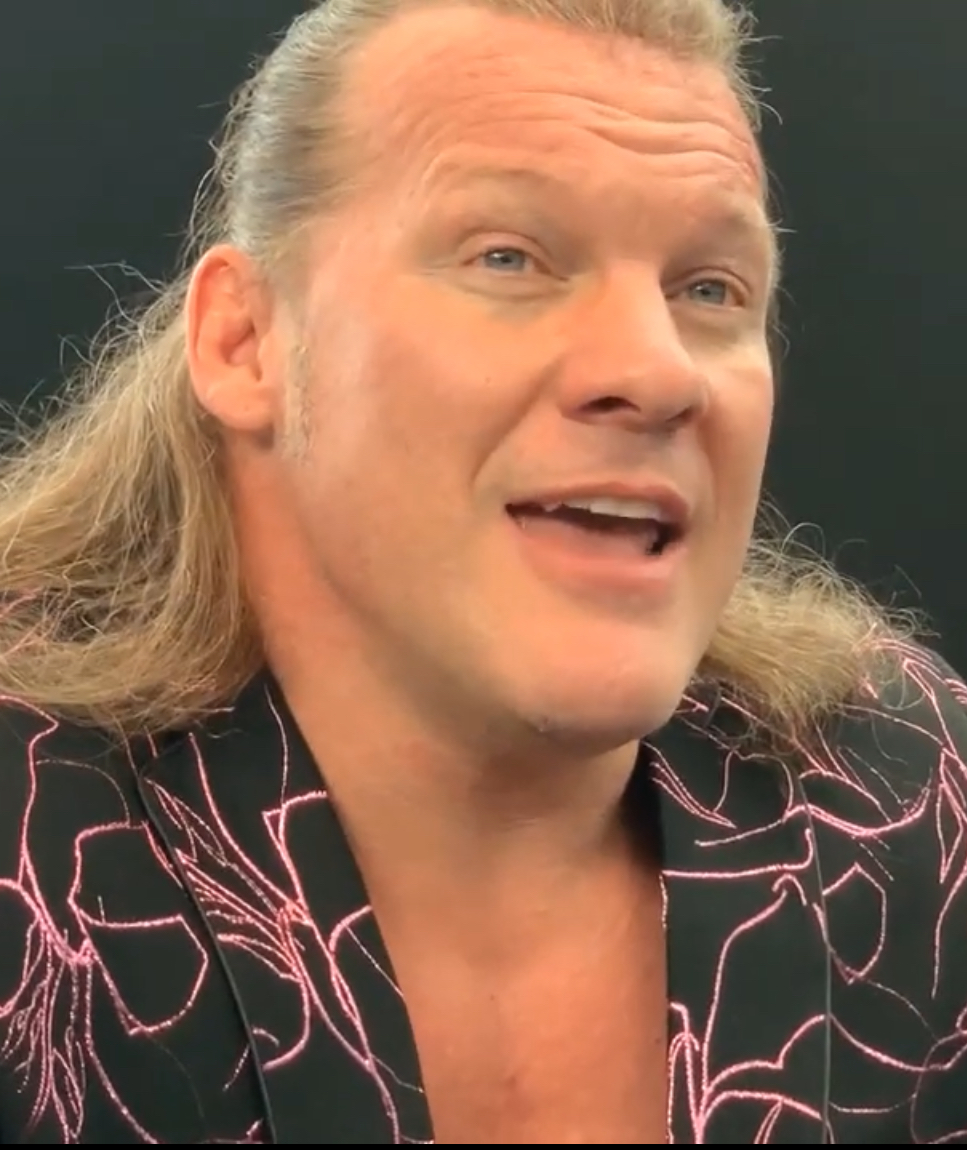
Крис Джерико первый Чемпион мира AEW

| №                                 | Матч | Тип матча | Время | Ссылки |
| --------------------------------- | --- | --- | ----- | ------ |
| Kick Off                          | Найла Роуз победила, устранив последнюю участницу Бритт Бейкер                                                                      | Матч Casino Battle Royale с 21 участницей, за первое претендентство, за титул чемпиона мира AEW среди женщин, на первом выпуске AEW Dynamite против победителя матча Рихо против Хикару Шиды | 20:50 | [ 12 ] |
| Kick Off                          | Private Party (Исайя Кэссиди и Марк Куин) победили Гибрид 2 (Анхелико и Джека Эванса)                                               | Командный матч | 11:30 | [ 12 ] |
| 1                                 | SoCal Uncensored (Кристофер Дэниелс, Фрэнки Казарян и Скорпио Скай) победили Юрский Экспресс (Джангл Боя, Лучазавра и Марко Станта) | Командный матч с шестью участниками | 11:50 | [ 12 ] |
| 2                                 | Пак победил Кенни Омегу | Одиночный матч | 23:30 | [ 12 ] |
| 3                                 | Джимми Хэвок победил Дарби Аллина и Джои Джанелу                                                                                    | Трёхсторонний матч Cracker Barrel Clash | 15:10 | [ 12 ] |
| 4                                 | Тёмный Орден (Ивил Уно и Стю Грейсон) победили Лучших друзей (Чака Тейлора и Трента Беретту)                                        | Командный матч, в счёт первого раунда турнира, за титул командных чемпионов мира AEW | 13:40 | [ 12 ] |
| 5                                 | Рихо победила Хикару Шиду | Одиночный матч, за первое претендентство, за титул чемпиона мира AEW среди женщин, на первом выпуске AEW Dynamite против Найлы Роуз                                                          | 13:40 | [ 12 ] |
| 6                                 | Коди c (MJF) победил Шон Спирса с (Талли Бланшаром)                                                                                 | Одиночный матч | 19:10 | [ 12 ] |
| 7                                 | Луча Братья (Рей Феникс и (Пентагон) (с) победили Янг Бакс (Мэтта Джексона и Ника Джексона)                                         | Командный лестничный матч, за титул командных чемпионов мира AAA | 24:12 | [ 12 ] |
| 8                                 | Крис Джерико победил Адама Пейджа                                                                                                   | Одиночный матч, за первое чемпионство мира AEW | 26:25 | [ 12 ] |
| (c) — чемпион на момент поединка. | | |       |        |

### Участницы матча Casino Battle Royale
Матч начала первая масть, пятеро девушек. Через каждые три минуты в матч вступала следующая масть, ещё пять рестлерш. 21-я участница Джокер выходила одна и самая последняя.
| Масть  | Рестлер           | Порядок устранения | Это выбил                    | Выбила из матча |
| ------ | ----------------- | ------------------ | ---------------------------- | --------------- |
| Трефы  | Шаландра Роял     | 1                  | Найла Роуз                   | 0               |
| Трефы  | Лева Бэйтс        | 4                  | Найла Роуз                   | 0               |
| Трефы  | Фаби Апачи        | 2                  | Найла Роуз                   | 0               |
| Трефы  | Присцилла Келли   | 3                  | Найла Роуз                   | 0               |
| Трефы  | Найла Роуз        | —                  | Победитель                   | 10              |
| Бубны  | Пенелопа Форд     | 7                  | Найла Роуз                   | 0               |
| Бубны  | Шазза Маккензи    | 5                  | Бритт Бейкер                 | 0               |
| Бубны  | Сэди Гиббс        | 17                 | Би Пристли                   | 1               |
| Бубны  | Биг Свол          | 6                  | Найла Роуз                   | 0               |
| Бубны  | Бритт Бейкер      | 20                 | Би Пристли1 и Найла Роуз     | 5               |
| Пики   | Тенилла Дэшвуд    | 8                  | Невероятная Конг             | 0               |
| Пики   | Ивелисс           | 9                  | Невероятная Конг             | 0               |
| Пики   | Би Пристли        | 19                 | Бритт Бейкер                 | 3               |
| Пики   | Бренди Роудс      | 15                 | Бритт Бейкер и Элли          | 0               |
| Пики   | Невероятная Конг  | 12                 | Би Пристли, Сэди Гиббс и ODB | 2               |
| Черви  | Элли              | 16                 | Найла Роуз                   | 1               |
| Черви  | Николь Савой      | 10                 | Найла Роуз                   | 0               |
| Черви  | Тил Пайпер        | 11                 | ODB                          | 0               |
| Черви  | ODB               | 14                 | Бритт Бейкер                 | 2               |
| Черви  | Джаз              | 13                 | Найла Роуз                   | 0               |
| Джокер | Мерседес Мартинес | 18                 | Бритт Бейкер                 | 0               |

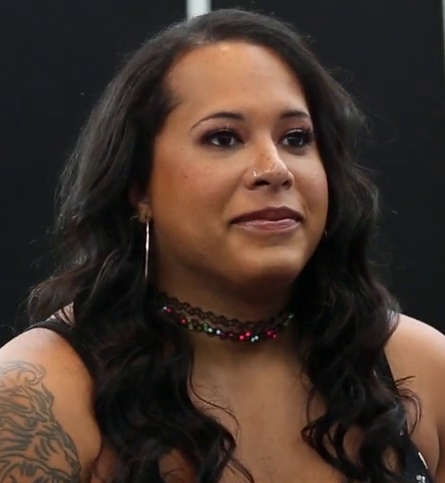
Найла Роуз первая победительница матча
Casino Battle Royale

- ↑  Би Пристли уже была выбита из матча, когда она потянула Бритт Бейкер через верхний канат, приняв участие в её устранении.

### Комментарии
1. 1 2  Командное чемпионство мира AAA защищалось на шоу в рамках партнёрский отношений Lucha Libre AAA Worldwide и All Elite Wrestling